# Vác
Vác (słow. Vacov, niem. Waitzen) – miasto (34,5 tys. mieszkańców w styczniu 2011 r.) położone nad Dunajem na północy Węgier.

## Historia
W XI w. została powołana diecezja vácska, jedna z najstarszych diecezji katolickich na Węgrzech. W 1241 miasto zostało zniszczone przez Mongołów podczas I najazdu mongolskiego na Węgry.
Podczas powstania węgierskiego 10 kwietnia 1849 Węgrzy wspomagani przez Polaków odnieśli zwycięstwo nad Austriakami w bitwie o Vac.

## Zabytki
- Katedra Wniebowzięcia Najświętszej Maryi Panny i św. Michała Archanioła z XVIII w., wzniesiona w miejscu pierwszej katedry, ufundowanej przez króla Gejzę I w XI w.
- Kościół dominikanów(inne języki) z XVII-XVIII w. (barokowy)
  - Przykościelny posąg Jadwigi Andegaweńskiej z 2006 r.[2]
- Kościół franciszkanów z XVIII w. (barokowy)
- Pomnik króla Węgier Stefana I z XVIII w.
- Kalwaria z XVIII w. (barokowa)
- Łuk triumfalny z XVIII w., jedyny na Węgrzech
- Czerwony Dom (Vörös-ház) z XVIII w. (barokowy)
- Kościół pijarów pw. św. Anny z XVIII-XIX w. (barokowo-eklektyczny)
- Kolumna Trójcy Świętej z XVIII w. (barokowa) przed kościołem pijarów
- Szkoła pijarów z XVIII w. (barokowa), częściowo przebudowana w XIX i XX w.
- Kościół greckokatolicki z XVIII-XIX w.
- Kościół ewangelicki z XIX w.

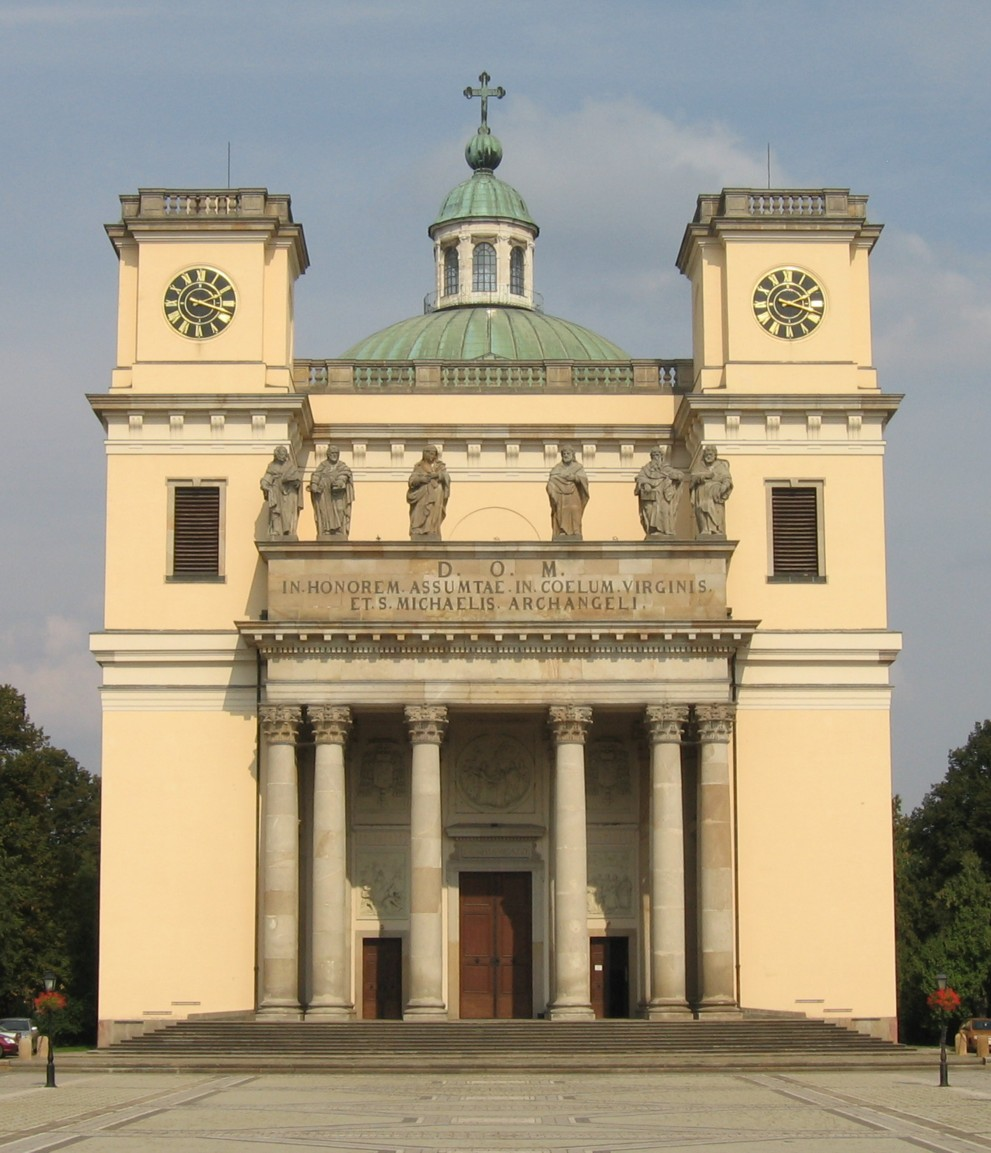
Katedra Wniebowzięcia NMP
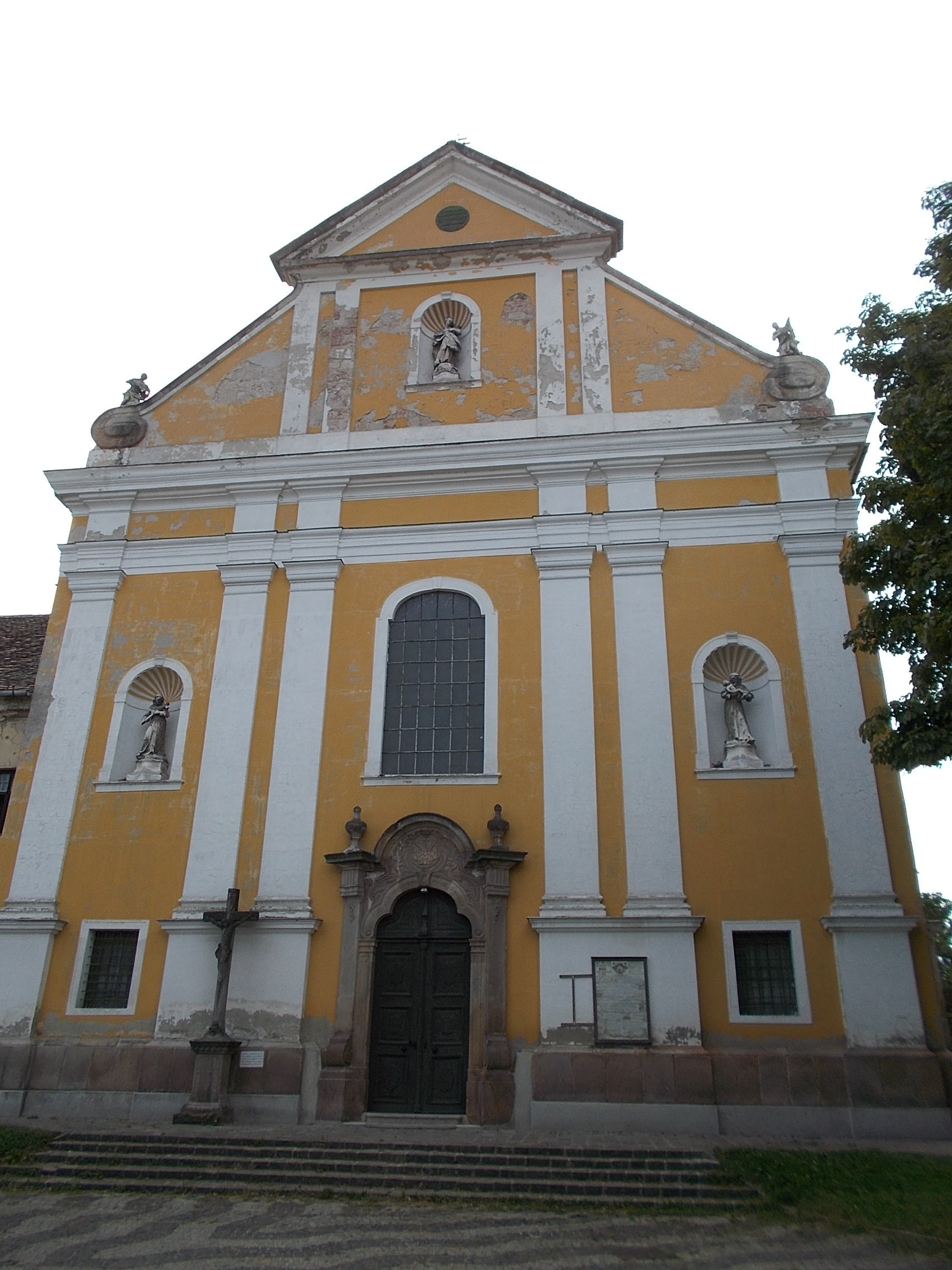
Kościół franciszkanów
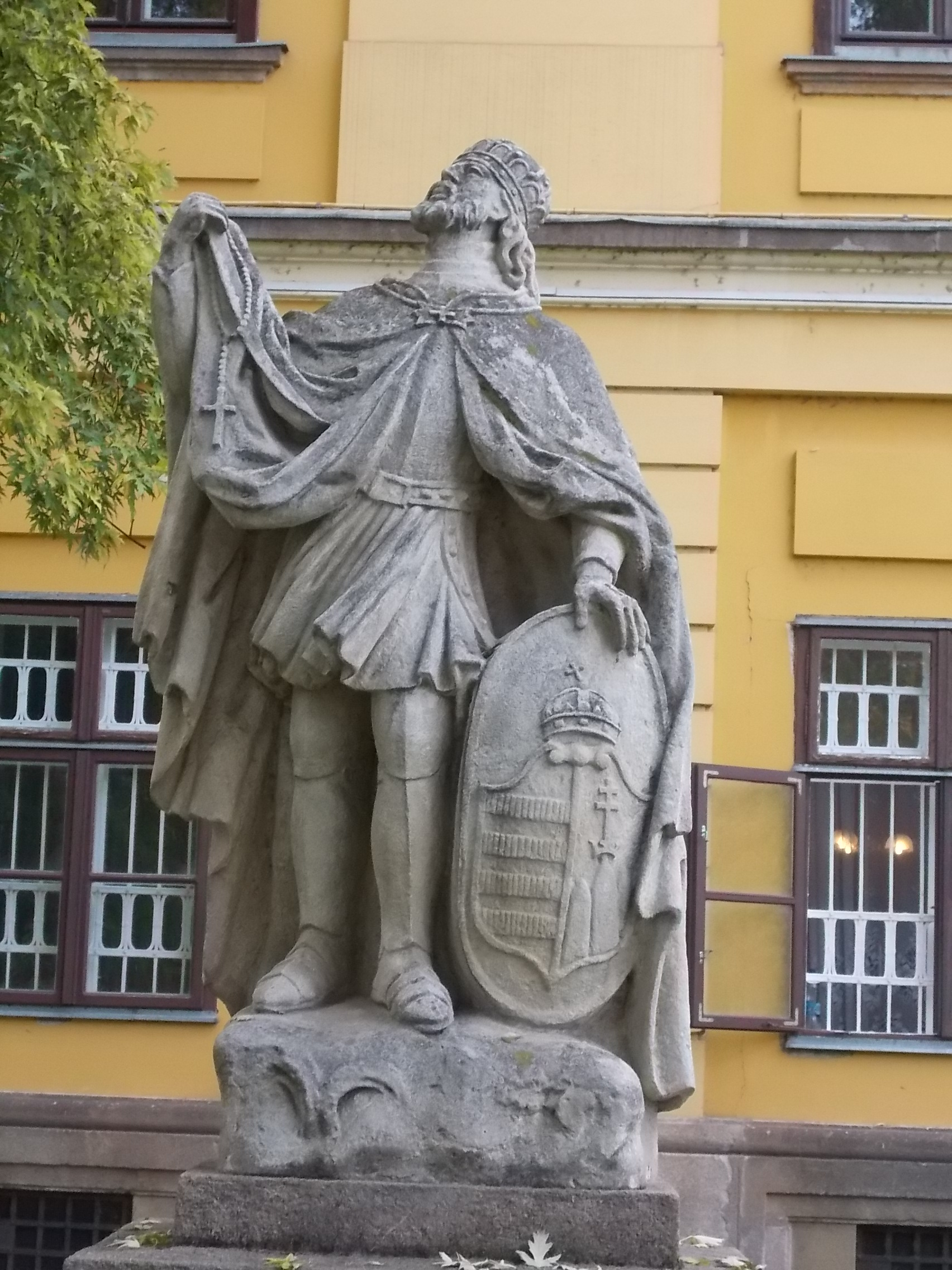
Pomnik króla Węgier Stefana I
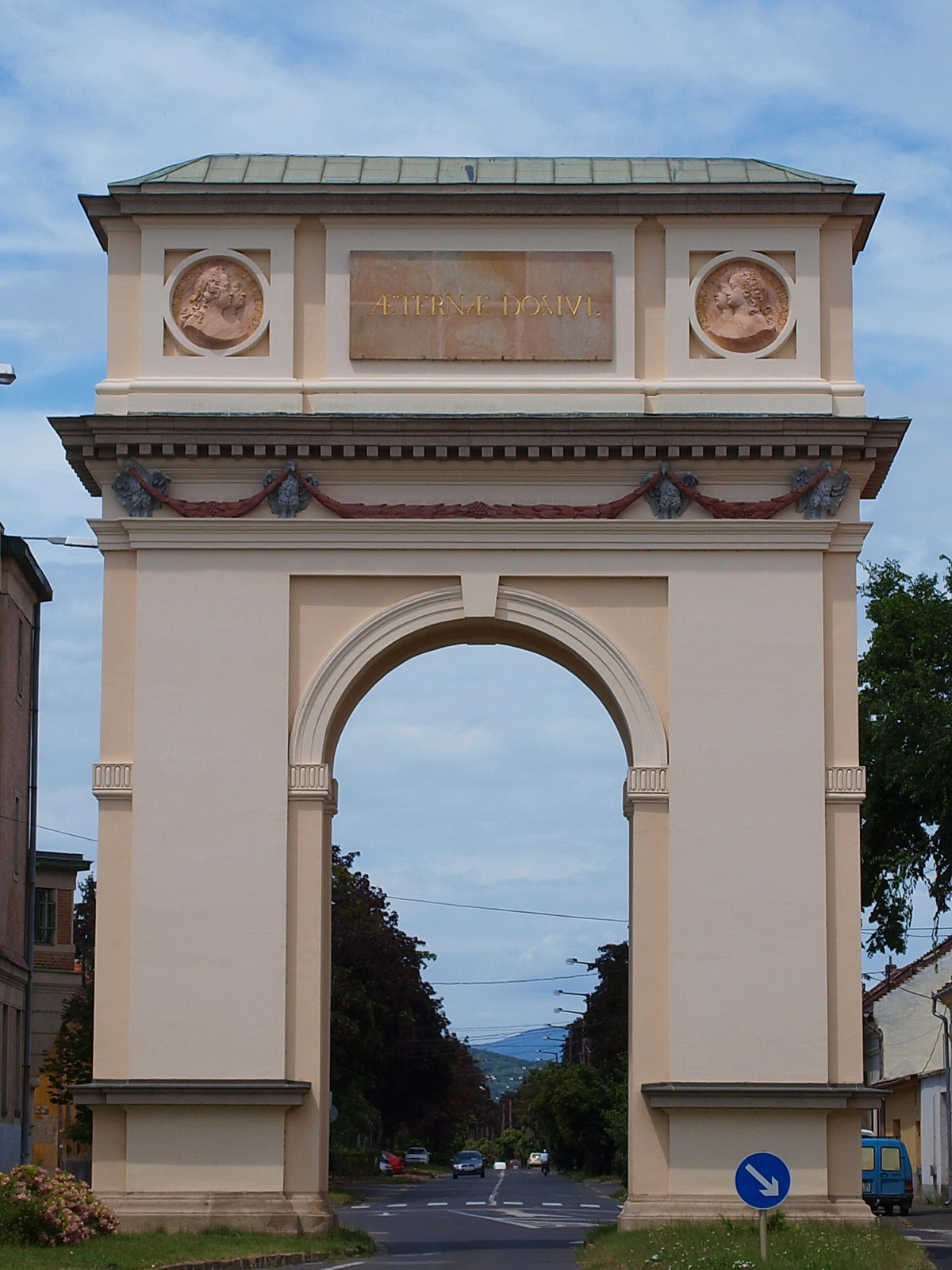
Łuk triumfalny
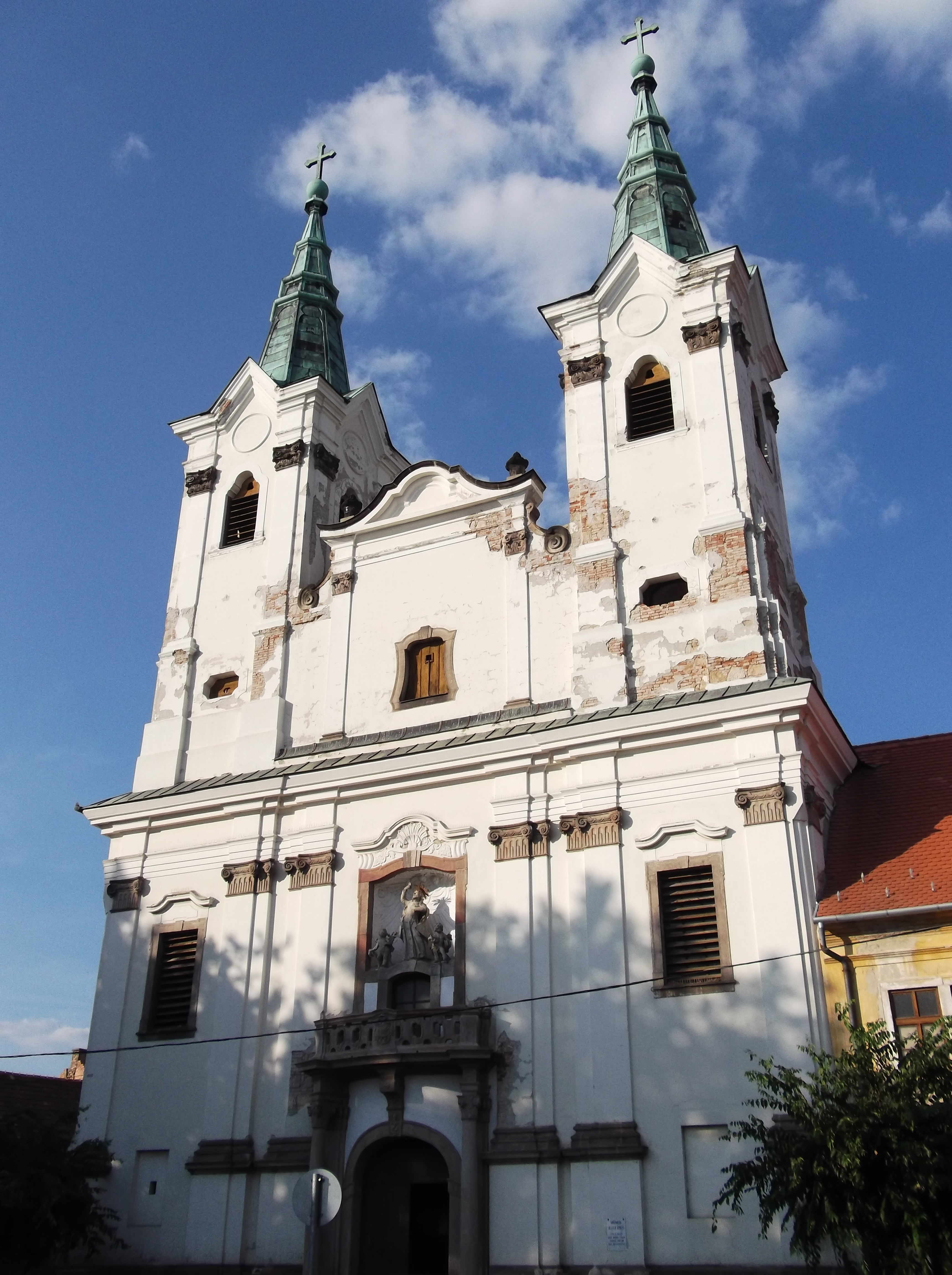
Kościół pijarów

## Gospodarka
W mieście rozwinął się przemysł cementowy, chemiczny oraz skórzany.

## Sport
W mieście ma siedzibę klub piłkarski Vác FC 1899, mistrz Węgier sezonu 1993/1994. Domowe mecze rozgrywa na Stadionie Ligeti.

## Miasta partnerskie
- Deuil-la-Barre
- Donaueschingen
- Dubnica nad Váhom
- Giwatajim
- Järvenpää
- Odorheiu Secuiesc
- Šahy